# サスティナー
サスティナーとは飛行機やロケットのような航空機に搭載される巡航用のエンジンである。

## 概要
ブースターで加速して巡航高度に到達してからサスティナーを起動して巡航速度で飛行する。モーターグライダーでは高度を維持するために使用される。
ダクテッドロケットでは通常固体推進剤で加速後、速度を維持するためにサスティナーを使用する。通常、ブースターには大推力のエンジンが使用され、高速燃焼型の固体推進剤が主に使用され、サスティナーには低速燃焼型の固体推進剤だけでなく液体推進剤も使用される例がある。サスティナーには比推力の高い推進剤が求められる。